# 埃兰霍利
埃兰霍利（Eranholi），是印度喀拉拉邦Kannur县的一个城镇。总人口24610（2001年）。

## 人口
该地2001年总人口24610人，其中男性11347人，女性13263人；0—6岁人口2356人，其中男1195人，女1161人；识字率87.32%，其中男性为87.92%，女性为86.81%。